# Temür Öldżejtü
Temür Öldżejtü, mong. ᠥᠯᠵᠡᠶᠢᠲᠦ ᠲᠡᠮᠦᠷ (ur. 15 października 1265, zm. 10 lutego 1307) – szósty wielki chan mongolski i drugi cesarz Chin z dynastii Yuan; w 1293 mianowany gubernatorem Karakorum a od 24 maja 1294 roku samodzielny władca Imperium.
Syn Zhenjina, wnuk Kubilaj-chana. Zwierzchnictwo jego władzy uznało Królestwo Paganu, Tran i Czampa, a także zachodnie chanaty Imperium Mongołów. Chociaż sam był buddystą tolerował rozwój innych religii. Na czas jego rządów przypada działalność franciszkanina Jana z Montecorvino.